# William C. Mellor
William C. Mellor (ur. 29 czerwca 1903 w stanie Missouri, zm. 30 kwietnia 1963 w Los Angeles) – amerykański operator filmowy. 

## Kariera
Pracował dla wytwórni Paramount, MGM i 20th Century Fox. Stały współpracownik reżysera George'a Stevensa.

## Nagrody
Dwukrotnie zdobył Oscara za najlepsze zdjęcia do jego filmów Miejsce pod słońcem (1951) i Pamiętnik Anny Frank (1959). Nominowany do tej nagrody również za Peyton Place (1957) Marka Robsona oraz pośmiertnie za Opowieść wszech czasów (1965). Mellor zmarł nagle na atak serca w 1963 na planie tego ostatniego filmu w wieku niespełna 60 lat.

## Filmografia
W trakcie swej 34-letniej pracy zawodowej współpracował przy realizacji 92 filmów długo- i krótkometrażowych oraz seriali i programów telewizyjnych.

### Krótkometrażowe
- 1953: Wagon Wheels (western: czas – 9')
- 1956: The Miracle of Todd-AO (11')

### Seriale/programy TV
- 1952-1955: The Adventures of Ozzie and Harriet (serial komediowy: 60 odcinków)
- 1954: The Bing Crosby Show (program muzyczny: czas – 60')
- 1961: The Ginger Rogers Show (dramat TV: 32')
- 1963: Vacation Playhouse (serial obyczajowy: 1 odcinek)

### Fabularne
- 1934:
  - Elmer and Elsie (komediodramat: czas – 65')
  - Wagon Wheels (przygodowy: 56')
- 1935:
  - Enter Madame! (komedia: 83')
  - Wings in the Dark (przygodowy: 75')
  - Home on the Range (obyczajowy: 54')
  - Car 99 (dreszczowiec: 67')
  - Without Regret (obyczajowy: 74')
- 1936:
  - Collegiate (musical: 80')
  - Woman Trap (przygodowy: 63')
  - Sky Parade (sensacyjny: 70')
  - Poppy (komedia: 73')
  - A Son Comes Home (obyczajowy: 75')
  - College Holiday (musical: 86')
- 1937:
  - Szampański walc (komedia: 85')
  - Make Way for Tomorrow (melodramat: 91')
  - Exclusive (kryminalny: 85')
  - Bulldog Drummond Comes Back (dreszczowiec: 64')
  - Thrill of a Lifetime (komedia muzyczna: 75')
- 1938:
  - Romance in the Dark (komedia: 77')
  - Stolen Heaven (kryminał: 88')
  - Bulldog Drummond in Africa (przygodowy: 58')
  - Ride a Crooked Mile (kryminał: 70')
- 1939:
  - Ambush (kryminał: 82')
  - Hotel Imperial (przygodowy: 67')
  - Undercover Doctor (kryminał: 67')
  - The Magnificent Fraud (sensacyjny: 78')
  - $1000 a Touchdown (komedia sportowa: 71')
  - Disputed Passage (dramat wojenny: 87')
- 1940:
  - Droga do Singapuru (komedia muzyczna: 85')
  - Typhoon (przygodowy: 70')
  - Wielki McGinty (komedia: 82')
  - Comin' Round the Mountain (komedia: 63')
  - Moon Over Burma (przygodowy: 76')
- 1941:
  - Las Vegas Nights (przygodowy: 90')
  - Reaching for the Sun (komedia: 90')
  - The Great Man's Lady (western: 90')
  - Birth of the Blues (muzyczny: 87')
- 1942:
  - The Fleet's In (musical: 93')
  - My Favorite Blonde (komedia: 78')
  - Beyond the Blue Horizon (przygodowy: 76')
  - Wake Island (dramat wojenny: 88')
  - Droga do Maroka (przygodowy: 82')
  - Komandosi atakują o świcie (dramat wojenny: 98')
- 1943:
  - Dixie (biograficzny: 89')
- 1946:
  - Abie's Irish Rose (komediodramat: 96')
  - George Stevens' World War II Footage (dokument wojenny: 420')
- 1947:
  - Blaze of Noon (przygodowy: 90')
  - The Senator Was Indiscreet (komedia: 88')
- 1948:
  - Man-Eater of Kumaon (przygodowy: 79')
  - Texas, Brooklyn & Heaven (komedia: 76')
- 1949:
  - Too Late for Tears (film noir: 99')
  - Szczęśliwa miłość (komedia: 85')
- 1950:
  - The Next Voice You Hear... (obyczajowy: 83')
- 1951:
  - Soldiers Three (przygodowy: 93')
  - Miejsce pod słońcem (melodramat: 122')
  - Missouri (western: 78')
  - The Unknown Man (film noir: 86')
  - It's a Big Country: An American Anthology (komediodramat: 89')
  - Kobiety jadą na Zachód (western: 118')
- 1952:
  - Carbine Williams (biograficzny: 92')
  - Ahoj, spódniczki! (musical: 109')
  - My Man and I (obyczajowy: 99')
- 1953:
  - Naga ostroga (western: 91')
  - The Affairs of Dobie Gillis (musical: 72')
  - Big Leaguer (obyczajowy: 71')
  - Dajcie dziewczynie szansę (musical: 82')
- 1954:
  - Morza Alaski (przygodowy: 78')
- 1955:
  - Czarny dzień w Black Rock (dreszczowiec: 81')
  - The Last Frontier (western: 98')
- 1956:
  - Johnny Concho (western: 84')
  - Powrót z wieczności (przygodowy: 97')
  - Olbrzym (western: 201')
- 1957:
  - Miłość po południu (komedia romantyczna: 130')
  - Peyton Place (melodramat: 157')
- 1958:
  - Sing Boy Sing (musical: 90')
- 1959:
  - Pamiętnik Anny Frank (biograficzny: 180')
  - Bez emocji (biograficzny: 103')
  - Woman Obsessed (melodramat: 103')
  - Wszystko, co najlepsze (dramat obyczajowy: 121')
- 1960:
  - Pęknięte lustro (kryminał: 97')
  - One Foot in Hell (western: 90')
- 1961:
  - Dzikus z prowincji (musical: 114')
  - The Big Gamble (przygodowy: 100')
- 1962:
  - State Fair (musical: 118')
  - Mr. Hobbs na urlopie (komedia familijna: 116')
- 1965: Opowieść wszech czasów (biblijny: 260')